# Borzelān-e Soflá
Borzelān-e Soflá (persiska: Borzelān-e Pā’īn, برزلان سفلی) är en ort i Iran.   Den ligger i provinsen Nordkhorasan, i den nordöstra delen av landet, 600 km öster om huvudstaden Teheran. Borzelān-e Soflá ligger 1 331 meter över havet och antalet invånare är 163.
Terrängen runt Borzelān-e Soflá är huvudsakligen kuperad. Borzelān-e Soflá ligger nere i en dal. Runt Borzelān-e Soflá är det ganska glesbefolkat, med 38 invånare per kvadratkilometer. Närmaste större samhälle är Īzmān-e ‘Olyā, 13,6 km väster om Borzelān-e Soflá. Trakten runt Borzelān-e Soflá består i huvudsak av gräsmarker.